# José de Sousa e Brito
José Inácio Clímaco de Sousa e Brito (Torres Vedras, 13 de outubro de 1939) é um jurista português, que foi advogado, professor de Direito, juiz conselheiro do Tribunal Constitucional (de 1989 a 2002) (equivale, mutatis mutandis, no Brasil, a ministro do Supremo Tribunal Federal e Tribunal Superior Eleitoral) e representante português na Comissão de peritos para o desenvolvimento dos direitos previstos na Convenção Europeia dos Direitos Humanos do Conselho da Europa. Com uma carreira de quase cinquenta anos no ensino universitário e mais de sessenta de produção científica, é especialista em filosofia do direito, direito constitucional, penal e das religiões, sendo considerado “figura central da academia jurídica portuguesa”.

## Carreira docente
- Estudou em Lisboa, Viena, Freiburg, Heidelberg, Oxford e Saarbrücken, tendo lecionado em diversas universidades portuguesas e europeias;[3]
- em 1963, foi segundo-assistente no Instituto Superior de Ciências Sociais e Política Ultramarina assegurando a regência da cadeira de Direito Criminal ao curso do 3.º ano de Administração Ultramarina 1963-1964;[4]
- foi Assistente da Faculdade de Direito da Universidade de Lisboa;[5]
- foi professor convidado da Universidade de Munique;[5]
- na primeira metade de década de 1980, foi Professor de Direito penal e Filosofia do Direito na Universidade Livre de Lisboa;[6][7]
- foi professor da Universidade Moderna;[5]
- em 2007, foi professor auxiliar convidado da Faculdade de Direito da Universidade Nova de Lisboa, tendo sido colaborador regular da NOVA School of Law;[8]
- em 25 de maio de 2015, na Faculdade de Direito da Universidade de Coimbra integrou júri de doutoramento.[9]

## Outras atividades jurídicas
- foi advogado;[5]
- participou na redação de protocolos da Convenção Europeia dos Direitos Humanos;[3]
- participou na redação da Lei da Liberdade Religiosa, sendo o principal autor material da mesma, que foi aprovada pela Assembleia da República em 2001;[3][10]
- foi representante português na Comissão de peritos para o desenvolvimento dos direitos previstos na Convenção Europeia dos Direitos Humanos do Conselho da Europa;[5]

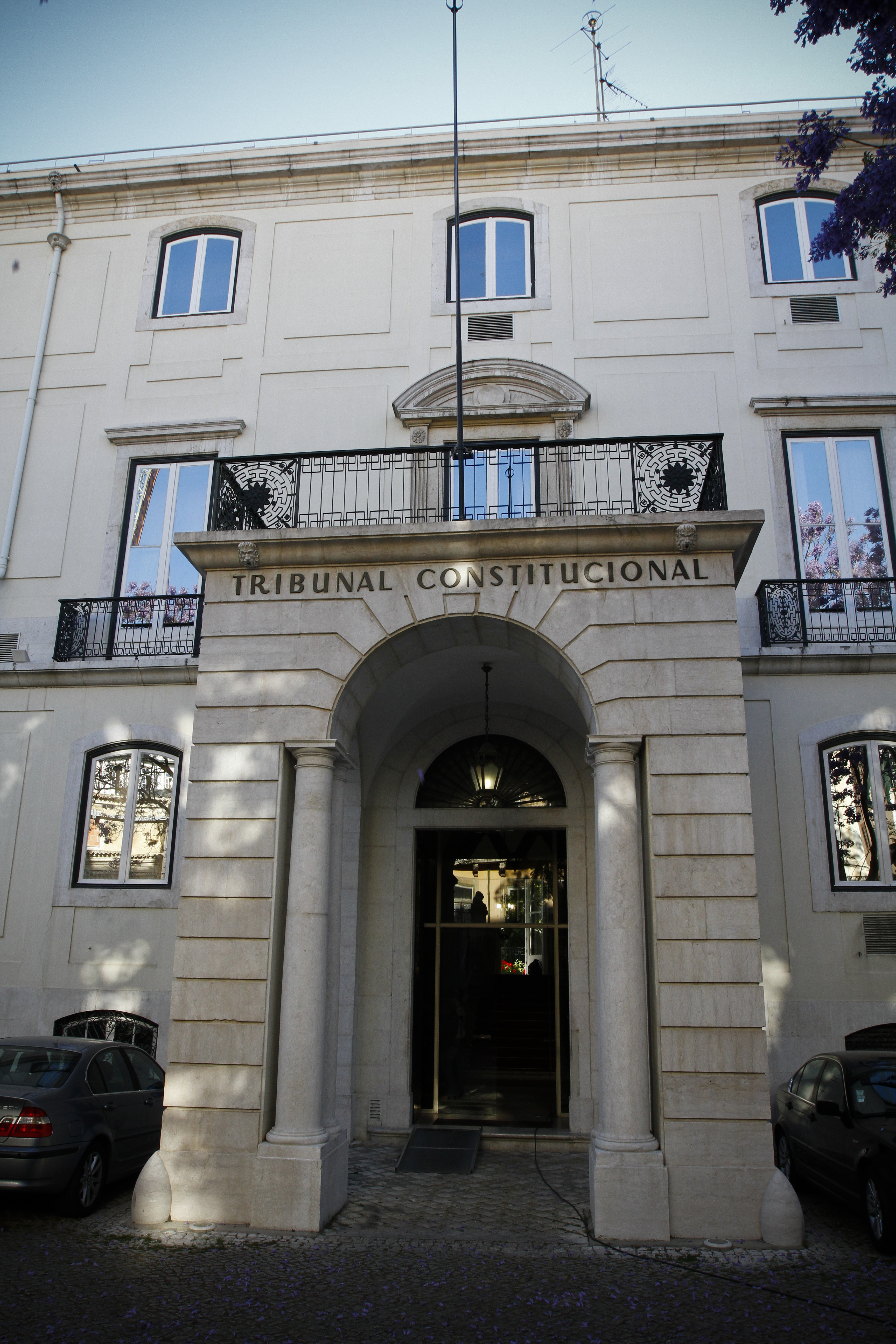
Entrada do Palácio Ratton, edifício sede do Tribunal Constitucional de Portugal, onde Sousa e Brito foi juiz conselheiro durante mais de treze anos

- entre 2 de agosto de 1989 e 9 de dezembro de 2002, foi juiz conselheiro[nota 2] do Tribunal Constitucional.[nota 3][5] Foi juiz relator de 697 acórdãos como resulta da pesquisa no site daquela alta instância judicial.[12]
- ocupa posições de destaque em associações e revistas internacionais.[3]

## Obra publicada
Entre a sua vasta obra, são de destacar:
- A propósito dos 60 anos d'O conceito de direito de Hart; Lisboa; Public Law Research Centre, - Faculdade de Direito da Universidade de Lisboa; 2023; ISBN 978-989-8722-65-2;[13]
- O que é o direito para o jurista? in Estudos em homenagem a Miguel Galvão Teles; Lisboa; Almedina; 2012; iSBN 978-972-40-4988-5;[14]
- O diálogo da República e das relações no século XXI in Estudos comemorativos dos 10 anos da Faculdade de Direito da Universidade Nova de Lisboa - coordenação de Diogo Freitas do Amaral, Carlos Ferreira de Almeida, Marta Tavares de Almeida; Coimbra; Almedina; 2008; ISBN 978-972-40-3426-3;[15]
- O positivismo jurídico e a Lei de Hume in Estudos em homenagem à Professora Doutora Isabel de Magalhães Collaço - [org.] Rui Manuel de Moura Ramos... [et al.]; Coimbra; Almedina; 2002; ISBN 972-40-1814-8;[16]
- Os fins das penas no código penal português; Universidade Lusíada, 2000;[17]
- A democracia e o fim da história in Themis (revista de direito propr. Faculdade de Direito, Universidade Nova de Lisboa; Coimbra; Almedina; 2000;[18]
- O 11 de Setembro, os direitos do homem e o diálogo entre as civilizações;[19]
- Jurisdição constitucional e princípio democrático in Legitimidade e legitimação da justiça constitucional - Colóquio no 10.º Aniversário do Tribunal Constitucional; Coimbra; Coimbra Editora; 1995; 972-32-0681-1;[20]

- Le régime constitutionnel des religions au Portugal (separata de Le statut constitutionnel des cultes dans les pays de l'Union européenne: actes du Colloque, Université de Paris XI, 18-19 novembre, 1994, p. 218-233; Milano; Giuffrè; 1995;[21]
- Direito penal II: dos crimes contra o património; [S.l : s.n.]; 1982;[22]
- A burla do artigo 451.º do código penal: tentativa de sistematização in Scientia ivridica; tomo 32, n.ºs 181-185 (maio-agosto 1985); Braga; Livraria Cruz; 1985; ISSN 0870-8185; p. 131-160;[23]
- A lei penal na Constituição in Textos de apoio de direito penal; Lisboa; Associação Académica da Faculdade de Direito; 1983-1984; p. 3-62;[24]
- A medida da pena no novo Código Penal; Lisboa; Associação Académica da Faculdade de Direito de Lisboa; 1984;[25]
- Para fundamentação do direito criminal in Textos de apoio de direito penal; Lisboa; Associação Académica da Faculdade de Direito; 1983-1984; p 127-233;[26]

- Sentido e valor da análise do crime; Lisboa; Associação Académica da Faculdade de Direito; 1983-1984;[27]
- Hume's law and legal positivism in Filosofia do direito e do Estado; Lisboa; Faculdade de Direito; 1981-198; p. 33-59;[28]
- Droits et utilité chez Bentham in  Filosofia do direito e do Estado; Lisboa; Faculdade de Direito; 1981-1982; p. 289-315;[29]
- Relire Bentham: a propos de l'edition de «Of laws in general» de Bentham par Hart in Filosofia do direito e do Estado; Lisboa; Faculdade de Direito; 1981-1982; p. 189-210;[30]
- Filosofia do direito e do Estado; Lisboa; [s.n.]; 1981;[31]
- Jurisprudência penal; Lisboa; A.A.F.D.L.; 1981;[32]
- A lei penal na constituição: (artigos 29.º, n.º 1, 2, 3, 4, 167.º, alínea e) in Estudos sobre a Constituição, por António da Silva Leal [et al.]; coordenação de Jorge Miranda; Lisboa; Petrony; 1978;[33]
- Identidade e variação do objecto em processo declarativo; Lisboa; in Boletim do Ministério da Justiça, n.º 148; julho de 1965; p.5-330;[34]
- Direito criminal; Lisboa; Instituto Superior de Ciências Sociais e Política Ultramarina; 1963.[35]
- Estudos para a dogmática do crime omissivo; Lisboa; [s.n.], 1965;[36]
- Fenomenologia do direito e teoria egológica; Lisboa; Instituto Superior de Ciências Sociais e Política Ultramarina; 1963.[37]

## Homenagens
- comemorando o seu 70.º aniversário natalício foi publicada a obra Liber amicorum de José de Sousa e Brito: estudos de direito e filosofia (Estudos de homenagem), organizada por João Lopes Alves [et al.]; Coimbra; Almedina; 2009; ISBN 978-972-40-3951-0;[38]
- a 30 de junho de 2025, foi-lhe atribuído, pela Universidade Nova de Lisboa, o título de Doutor Honoris Causa.[3][39][40]